# Licht (Geheimoperation)
Licht bzw. Aktion Licht war eine geheime Operation, die das Ministerium für Staatssicherheit der DDR 1962 durchführte und bei der Stasi-Mitarbeiter landesweit und umfassend Wertgegenstände und Dokumente in Finanzinstituten, Archiven und Museumsdepots beschlagnahmten bzw. konfiszierten. Die DDR verkaufte diese zum Zwecke der Devisenbeschaffung zu einem beträchtlichen Teil auf dem westlichen Markt. Die Aktion Licht markiert den Beginn der systematischen Suche des MfS nach Wertgegenständen mit dem Ziel, sie zu verwerten. Rezipienten bewerteten die Aktion als kriminell und als Raub.

## Beschreibung

### Planung
Die SED beauftragte das Ministerium für Staatssicherheit mit der Planung und Durchführung der Aktion Licht. Erich Mielke, Minister für Staatssicherheit, ordnete daraufhin in einem Schreiben vom 20. Dezember 1961 die Ermittlung und Sicherstellung „bisher nicht ordnungsgemäß erfasster Wertgegenstände, die gesellschaftliches Eigentum“ seien, an. Zur Planung der Details der Aktion lud Mielke die Leiter der Bezirksverwaltungen der Stasi zu einer Dienstbesprechung am 3. Januar 1962 ein. Er teilte ihnen auch mit, dass die Aktion mit Erich Honecker abgestimmt sei. Wesentlich mit an der Planung der Aktion beteiligt war auch der MfS-Mitarbeiter Heinz Volpert. Zu den Vorbereitungen der Aktion gehörte es, dass Mielke in Abstimmung mit dem SED-Leiter Walter Ulbricht das Bankgeheimnis außer Kraft setzte.

### Erste Etappe
Die Aktion wurde zunächst an dem Wochenende 6./7. Januar 1962 durchgeführt. Nachts öffneten Stasi-Mitarbeiter in ehemaligen und aktuellen Bank- und Sparkassengebäuden – teils unter dem Vorwand einer Inspektion – solche Tresore und Bankschließfächer, die seit dem Ende des Zweiten Weltkrieges unberührt geblieben waren, und durchsuchten sie. Um sich zu den Gebäuden, Schließfächern und Tresoren Zugang zu verschaffen, holten die Stasi-Mitarbeiter die Schlüsselinhaber der Banken ohne Nennung von Gründen von zu Hause ab und forderten sie zur Öffnung auf. Die Stasi-Mitarbeiter requirierten Schmuckstücke und Gemälde, die teilweise aus dem Besitz von Flüchtlingen aus der DDR sowie von Juden stammen, die in der Zeit des Nationalsozialismus geflohen und ermordet worden waren. Außerdem nahmen sie Dokumente und Aktenbestände mit, die aus jener Zeit stammen. In der gesamten DDR durchsuchte die Stasi an jenem Wochenende circa 3000 Finanzgebäude und entnahm dabei den Inhalt von mehreren zehntausend Schließfächern und Tresoren.

### Zweite Etappe
Nachdem Mielke angesichts der erbeuteten Gegenstände und Dokumente den Einsatz als erfolgreich beurteilt hatte, ordnete er Fortsetzung und Ausweitung der Aktion Licht an. In einer zweiten Etappe waren alle Orte zu durchsuchen, an denen vermutlich Wertgegenstände aus der Zeit bis 1945 aufbewahrt wurden. Mielke ordnete am 9. Januar 1962 an, dass alle Maßnahmen mit „operativer Umsicht und Klugheit, bei ständiger Einhaltung der Konspiration,“ durchzuführen seien. Stasi-Mitarbeiter sollten daraufhin auch Tresore und Panzerschränke, die bislang nicht geöffnet werden konnten, mit Spezialwerkzeug aufbrechen sowie Bankgebäude in die Suche einbeziehen, die seit dem Zweiten Weltkrieg anderweitig genutzt wurden oder in ruinösem Zustand waren. Außerdem ordnete Mielke an, auch Objekte zu durchsuchen, deren Eigentumsverhältnisse unklar sind; dazu gehören Objekte der Deutschen Post, der Deutschen Reichsbahn, von ehemaligen Großbetrieben, des Weiteren alte Schlösser, Burgen, Museen sowie Wohnsitze ehemaliger Unternehmensleiter, Grundbesitzer, Nationalsozialisten und Kriegsverbrecher; unterirdische Einrichtungen wie etwa verschüttete Stollen ehemaliger Bergwerke. Überdies sollten religiöse Stätten wie zum Beispiel Kirchen und Klöster mit durchsucht werden. Zu den zu durchsuchenden Gebäuden gehörte auch das Jagdschloss Augustusburg, in dem früher die Gauführerschule der NSDAP ihren Sitz hatte.

### Erbeutete Gegenstände und Dokumente
Mielkes vorläufiger Abschlussbericht der Aktion datiert auf den 11. Juli 1962 und ging unter anderem an Walter Ulbricht und den DDR-Finanzminister Willy Rumpf. Darin wurde der Gesamtwert der Wertgegenstände vorläufig auf 4,1 Millionen DM geschätzt, die gefundenen Dokumente werden allerdings nicht erwähnt. Im Herbst 1962 wurden die erbeuteten Gegenstände an die Tresorverwaltung des DDR-Finanzministeriums übergeben. Das Übergabeprotokoll ist vom 13. Oktober 1962 und listet auf über 100 Seiten Art und Menge der Gegenstände auf. Eine erste Teilmenge der Beute wurde umgehend zum Verkauf freigegeben. Entsprechend jenem Übergabeprotokoll wurden bei der Aktion Licht Gegenstände im Gesamtwert von 2,37 Mio. DM erbeutet. Mit ca. 1,4 Mio. DM bilden Schmuckwaren und Edelsteine den wertmäßig größten Teil davon. Des Weiteren gehörten zu den Gegenständen Briefmarken im Wert von ca. 0,6 Mio. DM sowie Gemälde, Grafiken, Bestecke, Münzen, Plaketten, Glas- und Porzellanwaren. Enthalten waren zudem über 1000 Sparbücher aus der NS-Zeit. Bei der Aktion wurden auch Dokumente über ehemalige Nationalsozialisten gefunden, darunter NSDAP-Parteibücher und -Auszeichnungen, Personalakten über Funktionäre und Spitzel von NSDAP und Gestapo.
Am 23. Februar 1971 vermerkte das MfS schriftlich über das Ergebnis der Aktion Licht:

„Bei den eingezogenen Gegenständen handelte es sich sowohl um Privatbesitz als auch um Vermögenswerte des faschistischen Staates. Hierbei ist die Möglichkeit nicht ausgeschlossen, dass ausländisches Eigentum, geraubt durch faschistische Institutionen, in die eingezogene Masse gelangt ist.“

## Nachwirkungen in der DDR
Schon in der Zeit vor der Aktion Licht hatte Erich Mielke durch Ermittlungen gegen ehemalige Nationalsozialisten und Kriegsverbrecher Aufmerksamkeit bei der SED-Parteiführung erlangt. Der Erfolg der Aktion Licht war für Walter Ulbricht schließlich ausschlaggebend dafür, die alleinige Zuständigkeit für die „operative Aufarbeitung“ der nationalsozialistischen Vergangenheit an Erich Mielke zu übertragen.
Die Staatssicherheit achtete bis in die 1980er Jahre streng darauf, dass bis auf die wenigen Eingeweihten niemand etwas über den Umfang der Aktion Licht erfuhr. Nachdem die Stasi 1971 zufällig festgestellt hatte, dass eine Bank in Schwerin über Einlieferungsscheine verfügt, auf denen die Verbringung von Fundstücken aus der Aktion Licht an das MfS 1962 vermerkt ist, überprüfte sie 1971 die Akten in sämtlichen Finanzinstituten, die sie 1962 im Rahmen der Aktion aufgesucht hatte.

## Rezeption
Ein Untersuchungsausschuss des Deutschen Bundestages schätzte in einer Beschlussempfehlung 1993 die Aktion Licht als „Vorläufer der Verwertung von Kunst und Antiquitäten im westlichen Ausland auf staatlicher Grundlage“ ein und damit auch als Vorläufer der 1973 gegründeten Kunst und Antiquitäten GmbH, die zum Bereich Kommerzielle Koordinierung gehörte. Der Jurist Ulf Bischof fasste die Aktion Licht 2003 als „erste großangelegte Suche des MfS nach Wertgegenständen zum Zwecke der anschließenden Verwertung“ zusammen und nannte sie eine Nacht-und-Nebel-Aktion. In einem Artikel für die Zeitschrift Horch und Guck (2003) beurteilte der Autor Reinhard Dobrinski die Aktion Licht als einen Raubzug und als eine Art von Staatskriminalität. Die Urheber der Aktion hätten ihr „einen Anschein von Legalität“ verliehen, indem sie „die Herkunft aus der Zeit des Faschismus oder dem Eigentum ‚längst verstorbener Personen‘“ betonten. Der Journalist Andreas Förster äußerte sich in seinem Buch Schatzräuber (2000) überzeugt davon, dass die DDR-Verantwortlichen mit der Aktion Licht einen „eindeutigen Rechtsbruch“ begangen hätten, auch weil sie mit dem Verkauf der entwendeten Gegenstände gegen die 1953 von der DDR beschlossene Verordnung zum Schutze des deutschen Kunstbesitzes verstoßen hätten.
Am 1. September 2017 begann am Hannah-Arendt-Institut für Totalitarismusforschung der TU Dresden ein auf zwei Jahre angelegtes Forschungsvorhaben zu Kulturgutverlusten in der Sowjetischen Besatzungszone und in der DDR. Darin bildet die wissenschaftliche Aufarbeitung der Aktion Licht den zentralen Inhalt des Projekts.